# Финтина-Маре (Констанца)
Финтина-Маре (рум. Fântâna Mare) — село у повіті Констанца в Румунії. Входить до складу комуни Індепенденца.
Село розташоване на відстані 164 км на схід від Бухареста, 51 км на південний захід від Констанци.

## Населення
За даними перепису населення 2002 року у селі проживали 374 особи.
Національний склад населення села:
| Національність | Кількість осіб | Відсоток |
| -------------- | -------------- | -------- |
| турки          | 368            | 98,4%    |
| румуни         | 6              | 1,6%     |

Рідною мовою назвали:
| Мова      | Кількість осіб | Відсоток |
| --------- | -------------- | -------- |
| турецька  | 368            | 98,4%    |
| румунська | 6              | 1,6%     |